# Daugård Sogn
Daugård Sogn er et sogn i Hedensted Provsti (Haderslev Stift).
I 1800-tallet var Daugård Sogn anneks til Ørum Sogn. Daugård hørte til Hatting Herred, Ørum til Bjerre Herred, begge i Vejle Amt. Ørum-Daugård sognekommune indgik før kommunalreformen i 1970 i Hedensted-Daugård Kommune, som ved selve reformen blev udvidet til Hedensted Kommune.
I Daugård Sogn ligger Daugård Kirke.
I sognet findes følgende autoriserede stednavne:
- Birkeballe (bebyggelse)
- Daugård (bebyggelse, ejerlav)
- Daugård Mark (bebyggelse)
- Daugård Stationsby (bebyggelse)
- Daugårdstrand (bebyggelse)
- Grobe (bebyggelse)
- Korshøj (bebyggelse)
- Williamsborg (landbrugsejendom)